# Dicionário Priberam da Língua Portuguesa
El Dicionário Priberam da Língua Portuguesa (DPLP) (en español Diccionario Priberam de la lengua portuguesa), anteriormente conocido como Dicionário de Lingua Portuguesa On-Line, es un diccionario en línea de Idioma portugués desarrollado y mantenido por Priberam cuya nomenclatura comprende el vocabulario general, y los términos más comunes de las principales áreas científicas y técnicas del idioma portugués contemporáneo. Además de las funcionalidades avanzadas de consulta y búsqueda basados en la plataforma lexicográfica de Priberam, el DPLP incluye el enlace para los auxiliares de traducción del FLiP (Ferramentas para a Língua Portuguesa), que permiten la traducción de un número significativo de palabras y expresiones de y para el español, francés e inglés.
El DPLP contiene alrededor de 130.000 entradas léxicas, entre locuciones y fraseología, y se basa en el Nuevo Diccionario Lello de la Lengua Portuguesa (Oporto, Lello Editores, 1996 y 1999), licenciado por Priberam en 2008, en lo que se refiere a lexicografía para el portugués. En 2011, también se añadió la opción del portugués brasileño. La obra fue adaptada a un formato apto para la disponibilidad electrónica por Priberam y revisada por su equipo de lingüistas, siendo constantemente actualizada y presentada en dos versiones: una que permite la consulta con la variedad del portugués europeo y otra que permite la consulta según el estándar del portugués brasileño. En ambas versiones es posible consultar con o sin los cambios gráficos previstos por el Acuerdo Ortográfico de 1990, permitiendo comparar la ortografía de las palabras antes y después de la aplicación de las normas de la reforma ortográfica de 1990.
El Diccionario Priberam tiene licencia de Amazon para Kindle,Alexa y Kobo.